# Lučka Kralj Jerman
Lučka Kralj Jerman, slovenska dirigentka (zborovodkinja) in glasbena pedagoginja, * 4. junij 1934, Gorica, Italija.
Lučka Kralj Jerman, hči publicista in politika Janka Kralja ter Anice Simčič, je ustanoviteljica in prva dirigentka zbora Niños y jóvenes cantores de Bariloche. O svojem očetu je 2008 pri založbi Družina izdala knjigo z naslovom Janko Kralj: utišani in pozabljeni slovenski politik.

## Življenje in ustvarjanje
Glasbeno pot je začela v rojstni Gorici, kjer je obiskovala šolo klavirja in pela v mladinskem zboru pod vodstvom Milka Renerja. Štiri leta po očetovi smrti se je 1948 z družino preselila v Argentino in se pri altistki Franji Golob učila petja. Po poroki s športnikom Francetom Jermanom, s katerim je vzgojila pet otrok, se je 1962 posvetila študiju zborovodstva in moderne glasbene pedagogike. Izpopolnjevala se je pri Dunajskih dečkih, otroških zborih iz Regensburga in Barcelone ter na številnih evropskih gostovanjih.
 

Na povabilo bariloške občine je ustanovila zbor Niños y jóvenes cantores de Bariloche, ki je zaslovel po izvajanju zahtevnih klasičnih in modernih del ter uglednih gostovanjih v Argentini in Evropi. Posebej znan je postal po božičnih koncertih, glasbenih taborih in evropski turneji iz 1982, katere vrhunec je bil nastop v vatikanski dvorani Pavla VI. za papeža Janeza Pavla II. Avstrijski dirigent in muzikolog Kurt Pahlen je o zboru dejal:
Upam si trditi, da je zbor Niños y jóvenes cantores de Bariloche prvovrsten v svetovnem merilu. Ne zaostaja za slavnimi Dunajskimi dečki ne za Vrabčki iz Regensburške katedrale ... Gospa Lučka Jerman je izvrstna, genialna umetnica.
Javni sklad Republike Slovenije za kulturne dejavnosti jo je 2004 odlikoval z Gallusovo listino, 2006 pa ji je Urad Vlade RS za Slovence v zamejstvu in po svetu podelil priznanje za ohranjanje slovenske narodne identitete.
S pevci iz matične, zamejske in zdomske Slovenije je 2018 v ljubljanski cerkvi sv. Jakoba in v baziliki sv. Justa v Trstu pripravila koncert slovanske sakralne glasbe.